# 83型驱逐舰
83型驱逐舰是英国皇家海军计划中的一型导弹驱逐舰，预估在2030年代中后期入列服役。在未来英国海军舰队的编队中，取代现役的45型，也就是勇敢级驱逐舰。

## 背景
英国皇家海军目前有6艘45型驱逐舰，其中第一艘于2009年服役，并计划在2038年退役。这一型驱逐舰搭载了法国、意大利和英国联合开发的主防空导弹系统，主要承担舰队的防空作战任务。45型的主要防空武器是SAMPSON多重目标追踪雷达，以及48单元的Sylver垂直发射系统。舰载的阿斯特15和阿斯特30分别担任短程于长程防空任务。
2023年俄乌战争期间，时任国防参谋长尼克·卡特表示英国在应对可能来自俄罗斯的大规模巡航导弹、弹道导弹乃至高超音速导弹时，6艘45型驱逐舰英国仅有的中坚防空力量。而老旧的23型巡防舰，甚至新型26型和尚未建造的31型上的CAMM防空导弹射程只有25公里，在现代反舰导弹面前，防空火力明显不足。

## 设计
2025年3月英国首相确认83型驱逐舰项目将进入到构思阶段，英国作为岛屿国家，将通过开发大型导弹驱逐舰来维护英国周边以及全球利益。83型驱逐舰将会成为英国未来防空体系的核心。
83型驱逐舰的具体设计目标尚未公布，但预计将会是一艘排水量超过1万2千吨的巨舰，其作战能力可以达到美国海军的朱姆沃尔特级、伯克III型，以及中国解放军海军的055型的水准。